# Dimethenamid
Dimethenamid zählt zu den chemischen Verbindungen aus der Gruppe der Chloracetamide. Heute wird in Europa vor allem Dimethenamid-P als Herbizid eingesetzt, eine Mischung aus zwei besonders gut wirksamen Dimethenamid-Isomeren.

## Gewinnung und Darstellung
Dimethenamid kann durch eine mehrstufige Reaktion aus 2-Mercaptopropionsäure, Methacrylsäure,  1-Methoxy-2-propylamin, Thionylchlorid und Chloressigsäurechlorid hergestellt werden. Methacrylsäure und 2-Mercaptopropionsäure reagieren miteinander und cyclisieren zu 2,4-Dimethyl-tetrahydro-3-thiophenon.

## Isomerie
Dimethenamid besteht – ähnlich wie die verwandten Chloracetamide Alachlor und Metolachlor – aus vier Stereoisomeren, weil es
- axiale Chiralität entlang der Bindung (eingeschränkte Drehbarkeit) zwischen der 3-Position des Thiophenrings und dem Stickstoffatom und
- ein stereogenes Zentrum in der Seitenkette

besitzt.
Somit existieren folgende Stereoisomere: (1S,Sa)-Form, (1R,Ra)-Form, (1S,Ra)-Form und die (1R,Sa)-Form. Die Mischung aus der (1S,aS)-Form und der (1S,aR)-Form – bisweilen auch „(S)-Dimethenamid“ genannt – ist als Herbizid wirksamer und kann niedriger dosiert werden als das Gemisch der vier Stereoisomeren.

## Verwendung

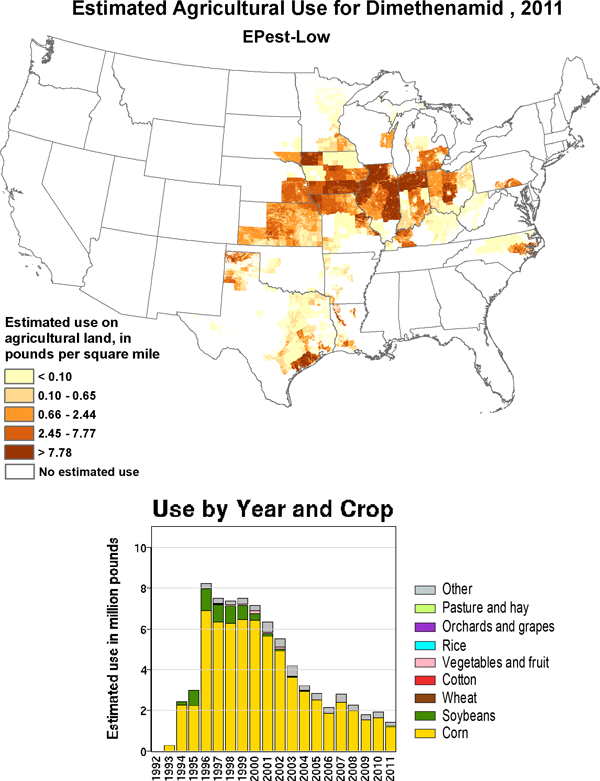
Geschätzte Ausbringungsmenge von Dimethenamid 2011 in den USA

Dimethenamid wird als Herbizid vor allem im Mais- und Rüben-, aber auch beim Hülsenfrüchte- (Sojabohnen) und Sonnenblumenanbau verwendet.

## Zulassung
Die EU-Kommission entschied 2006, Dimethenamid nicht in die Liste der zulässigen Pflanzenschutzmittel-Wirkstoffe aufzunehmen. Grund war insbesondere die Bildung nicht-identifizierbarer Abbauprodukte im Boden. In der Schweiz konnte Dimethenamid bis vor kurzem im Ackerbau verwendet werden. Die Ausverkaufsfrist des Produkts endete am 31. August 2010, die Aufbrauchfrist ist am 31. August 2013 abgelaufen. In Deutschland und Österreich sind keine Pflanzenschutzmittel-Produkte mit diesem Wirkstoff zugelassen.